# Береке (Акмолинская область)
Береке (каз. Береке) — упразднённое село в Аршалынском районе Акмолинской области Казахстана. Входило в состав Волгодоновского сельского округа. Код КАТО — 113441300.

## География
Село располагалось в северной части района, на расстоянии примерно 40 километров (по прямой) к северу от административного центра района — посёлка Аршалы, в 17 километрах к северу от административного центра сельского округа — села Волгодоновка.
Абсолютная высота — 393 метров над уровнем моря.
Ближайшие населённые пункты: село Сарыоба — на северо-востоке, село Койгельды — на юго-западе.

## История
Ликвидировано в 2013 г.

## Население
В 1989 году население села составляло 137 человек (из них казахи — 100%).

В 1999 году население села составляло 75 человек (34 мужчины и 41 женщина). По данным переписи 2009 года, в селе проживало 28 человек (14 мужчин и 14 женщин).
| Численность населения | Численность населения | Численность населения |
| 1989                  | 1999                  | 2009                  |
| --------------------- | --------------------- | --------------------- |
| 137                   | ↘75                   | ↘28                   |